# Hamza Driouch
Hamza Driouch (ur. 16 listopada 1994) – katarski lekkoatleta pochodzenia marokańskiego, który specjalizuje się w biegach średnich, wielokrotny rekordzista kraju.
Sezon 2010 rozpoczął od zajęcia czwartego miejsca w halowych mistrzostwach Azji. W 2010 dotarł do półfinału mistrzostw świata juniorów, był wicemistrzem Azji juniorów oraz zdobył srebrny medal w biegu na 1000 metrów podczas igrzysk olimpijskich młodzieży. Rok później był czwarty w biegu na 800 metrów na mistrzostwach świata juniorów młodszych oraz bez powodzenia startował na dystansie 1500 metrów w Daegu na mistrzostwach świata. Złoty i srebrny medalista mistrzostw Azji juniorów oraz mistrz świata juniorów z 2012. Półfinalista igrzysk olimpijskich z Londynu (2012). Piąty zawodnik mistrzostw Azji z 2013. W 2014 zdobył srebro halowych mistrzostw Azji w Hangzhou.
W 2015 wykryto nieprawidłowości w jego paszporcie biologicznym, przez co został zdyskwalifikowany na dwa lata (do 30 grudnia 2016).

## Osiągnięcia
| Rok  | Impreza                               | Miejsce         | Konkurencja             | Pozycja    | Wynik   |
| ---- | ------------------------------------- | --------------- | ----------------------- | ---------- | ------- |
| 2010 | Halowe mistrzostwa Azji               | Teheran         | bieg na 800 metrów      | 4. miejsce | 1:54,75 |
| 2010 | Mistrzostwa Azji juniorów             | Hanoi           | bieg na 800 metrów      | 2. miejsce | 1:48,79 |
| 2010 | Mistrzostwa świata juniorów           | Moncton         | bieg na 800 metrów      | półfinał   | 1:49,33 |
| 2010 | Igrzyska olimpijskie młodzieży        | Singapur        | bieg na 1000 metrów     | 2. miejsce | 2:21,25 |
| 2011 | Mistrzostwa świata juniorów młodszych | Lille Metropole | bieg na 800 metrów      | 4. miejsce | 1:46,39 |
| 2011 | Mistrzostwa świata                    | Daegu           | bieg na 1500 metrów     | eliminacje | 3:42,09 |
| 2011 | Igrzyska panarabskie                  | Doha            | bieg na 1500 metrów     | 2. miejsce | 3:34,43 |
| 2012 | Mistrzostwa Azji juniorów             | Kolombo         | bieg na 800 metrów      | 2. miejsce | 1:46,72 |
| 2012 | Mistrzostwa Azji juniorów             | Kolombo         | bieg na 1500 metrów     | 1. miejsce | 3:39,85 |
| 2012 | Mistrzostwa świata juniorów           | Barcelona       | bieg na 1500 metrów     | 1. miejsce | 3:39,04 |
| 2012 | Igrzyska olimpijskie                  | Londyn          | bieg na 1500 metrów     | półfinał   | 3:49,40 |
| 2013 | Mistrzostwa Azji                      | Pune            | bieg na 1500 metrów     | 5. miejsce | 3:44,70 |
| 2014 | Halowe mistrzostwa Azji               | Hangzhou        | bieg na 1500 metrów     | 2. miejsce | 3:49,55 |
| 2017 | IAAF World Relays                     | Nassau          | sztafeta 4 × 800 metrów | 6. miejsce | 7:28,25 |

## Rekordy życiowe
- bieg na 800 metrów – 1:46,39 (2011)
- bieg na 800 metrów (hala) – 1:54,75 (2010)
- bieg na 1000 metrów – 2:17,44 (2011) – rekord świata juniorów młodszych, rekord Kataru.
- bieg na 1500 metrów – 3:33,69 (2012) – rekord Azji juniorów.
- bieg na 1500 metrów (hala) – 3:42,12 (2012)
- bieg na milę – 3:50,90 (2012) – rekord Kataru juniorów.